# Val-d’Illiez

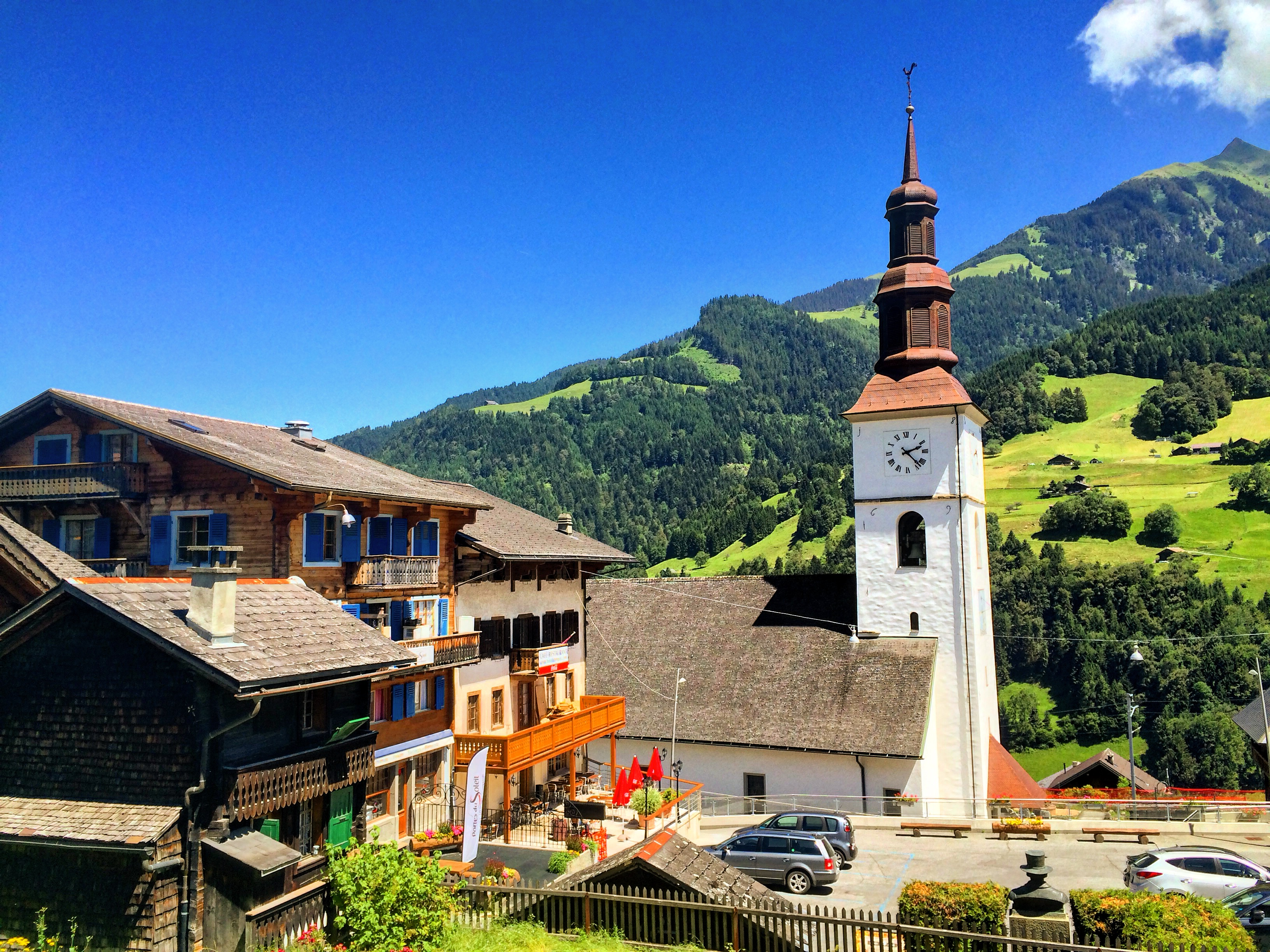
Val d’Illiez

Val-d’Illiez ist eine politische Gemeinde und eine Burgergemeinde des Bezirks Monthey im französischsprachigen Teil des Kantons Wallis in der Schweiz. Der Ort gehört zum Skigebiet Portes du Soleil.

## Geografie
Die Gemeinde Val-d’Illiez liegt im Val d’Illiez an der Vièze, einem westlichen Zufluss der Rhone. Zur politischen Gemeinde Val-d’Illiez gehören nebst dem Dorf Val-d’Illiez die beiden davon deutlich entfernten Weiler Les Crosets und Champoussin. Die Gemeinde grenzt im Norden an Troistorrents, im Osten an Vérossaz, im Südosten an Saint-Maurice, im Südsüdosten an Evionnaz, im Süden an Champéry, im Westen an Châtel (Département Haute-Savoie, Frankreich) und im Nordnordwesten an eine Exklave der Gemeinde Monthey.

## Bevölkerung
| Bevölkerungsentwicklung | Bevölkerungsentwicklung | Bevölkerungsentwicklung | Bevölkerungsentwicklung | Bevölkerungsentwicklung | Bevölkerungsentwicklung | Bevölkerungsentwicklung | Bevölkerungsentwicklung | Bevölkerungsentwicklung | Bevölkerungsentwicklung | Bevölkerungsentwicklung | Bevölkerungsentwicklung |
| ----------------------- | ----------------------- | ----------------------- | ----------------------- | ----------------------- | ----------------------- | ----------------------- | ----------------------- | ----------------------- | ----------------------- | ----------------------- | ----------------------- |
| Jahr                    | 1850                    | 1900                    | 1950                    | 2000                    | 2010                    | 2011                    | 2012                    | 2013                    | 2014                    | 2015                    | 2016                    |
| Einwohner               | 835                     | 931                     | 1007                    | 1428                    | 1718                    | 1763                    | 1802                    | 1793                    | 1843                    | 1875                    | 1902                    |

## Sehenswürdigkeiten
Katholische Pfarrkirche St-Maurice, erstmals erwähnt im 13. Jahrhundert, neu erbaut 1687. Dem einschiffigen Bau mit viereckigem Chor ist am Eingang ein teilweise mittelalterlicher Glockenturm vorgelagert. Innen Altäre aus dem 18. Jahrhundert aus einer einheimischen Werkstatt.
Neben der Kirche steht das 1711 erbaute Priorat.

## Persönlichkeiten
In Val-d’Illiez wurde Joseph Mariétan (1874–1943), Abt von Saint-Maurice, geboren, im Ortsteil Les Crosets die Skirennfahrerin Corinne Rey-Bellet (1972–2006).